# 格奧爾格 (紹姆堡-利珀)
格奧爾格（德語：Stephan Albrecht Georg，1846年10月10日—1911年4月29日），紹姆堡-利珀親王，1893年至1911年在位。

## 家庭
1882年，格奧爾格與薩克森-阿爾滕堡瑪麗·安娜結婚，兩人共有7子2女：
- 阿道夫二世（1883年—1936年），1911年繼位為紹姆堡-利珀親王
- 莫里茲·格奧爾格（1884年—1920年）
- 彼得（1886年—1886年），夭折
- 沃爾拉德（1887年—1962年）
- 斯特凡（1891年—1965年）
- 海因里希（1894年—1952年）
- 瑪格麗塔（1896年—1897年），夭折
- 腓特烈·克里斯蒂安（1906年—1983年）
- 伊莉莎白（1908年—1933年）